# Arthrosia
Arthrosia es un género de orquídeas epífitas. Es originario de América del Sur.

## Descripción
Las especies de este género se distinguen de Acianthera porque presentan la articulación del labelo con la columna formada por un lrgo engrosamiento o callo transversal en la base del labio a través del cual se articula con una cavidad en la base del pie de la columna que encaja perfectamente con esta.
Su ramicaule es largo o muy largo, sin anillos, de sección circular, ligeramente comprimido, a menudo de sección triangular por encima de la media, con tan solo una hoja coriácea, sésil, generalmente algo lanceolada. Presenta una o varias flores en forma simultánea, en inflorescencias arqueadas, con flores pequeñas juntas o muy próximas entre sí, que se abren en secuencia o simultáneamente.

## Distribución y hábitat
Hay once especies de pequeño tamaño con hábito de epífitas y de crecimiento cespitoso, raramente rastreras, todas las orinarias de Brasil se producen sobre todo en el sureste y sur, en los bosques más húmedos y no muy abiertos. Algunas especies tienen una dispersión más amplia por varios países de América del Sur.

## Evolución, filogenia y taxonomía
El género Arthrosia fue propuesto por Luer y publicado en Monographs in Systematic Botany from the Missouri Botanical Garden, 105: 248 en 2006. La especie tipo es Arthrosia auriculata (Lindl.) Luer, (2006).
Etimología
El nombre del género viene del griego arthron , en relación con la articulación del labio con la columna de sus flores.
Sinonimia
- Pleurothallis subgen. Arthrosia Luer, Monogr. Syst. Bot. Missouri Bot. Gard. 20: 34. 1986

## Filogenia
En su publicación sobre la filogenia de Pleurothallidinae, M.W.Chase et al. inicialmente clasificaron estas especies bajo Stelis, luego se transfieren todas a Acianthera. El resultado es que no sabemos exactamente donde su filogenia los coloca en este momento, ya que, por la secuencia de ADN elegida, su posición en el clado cambia. Dado que los expertos no están de acuerdo, aquí viene por separado.

## Especies
1. Arthrosia auriculata (Lindl.) Luer, Monogr. Syst. Bot. Missouri Bot. Gard. 105: 248 (2006).
2. Arthrosia caldensis (Hoehne & Schltr.) Luer, Monogr. Syst. Bot. Missouri Bot. Gard. 105: 248 (2006).
3. Arthrosia duartei (Hoehne) Luer, Monogr. Syst. Bot. Missouri Bot. Gard. 105: 248 (2006).
4. Arthrosia floribunda (Lindl.) Luer, Monogr. Syst. Bot. Missouri Bot. Gard. 105: 248 (2006).
5. Arthrosia freyi Luer, Monogr. Syst. Bot. Missouri Bot. Gard. 105: 248 (2006).
6. Arthrosia gracilis (Barb.Rodr.) ined.
7. Arthrosia hygrophila (Barb.Rodr.) Luer, Monogr. Syst. Bot. Missouri Bot. Gard. 105: 249 (2006).
8. Arthrosia malachantha (Rchb.f.) Luer, Monogr. Syst. Bot. Missouri Bot. Gard. 105: 249 (2006).
9. Arthrosia muscosa (Barb.Rodr.) Luer, Monogr. Syst. Bot. Missouri Bot. Gard. 105: 249 (2006).
10. Arthrosia myrticola (Barb.Rodr.) Luer, Monogr. Syst. Bot. Missouri Bot. Gard. 105: 249 (2006).
11. Arthrosia purpureoviolacea (Cogn.) Luer, Monogr. Syst. Bot. Missouri Bot. Gard. 105: 249 (2006).